# Элеваторная улица (Чернигов)
Элеваторная улица (укр. Елеваторна вулиця) — улица в Новозаводском районе города Чернигова, исторически сложившаяся местность (район) Масаны. Пролегает от пересечения улиц Любечская и Апрельская до границы города. 
Примыкают улица Апрельская, Трудовая.

## История
Улица проложена на месте дороги в направлении Нового Белоуса. После вхождения села Масаны в черту города Чернигова в декабре 1973 года, для упорядочивания наименований улиц города получила современное название Элеваторная — из-за расположенных по улице двух элеваторов мукомольного комбината. Для работников комбината были построены дома на парной стороне улицы. 

## Застройка
Улица тянется в северо-западном направлении до административной границы Черниговского горсовета с Черниговским районом, где переходит в автодорогу в направлении села Новый Белоус, которая проходит по западной окраине бывшего села Масаны. До 24 февраля 2022 года по улице следовали маршруты общественного транспорта пригородного сообщения — № 5 и 18 соответственно сёла Новый Белоус и Рудка. 
Непарная сторона улицы (юго-восточный угол улиц Любечская и Апрельская) занята промышленным предприятием («Млибор»). Парная — малоэтажной (2-этажные дома) и многоэтажной (5-9-этажные дома) жилой застройкой. Далее (после примыкания Апрельской улицы) большая часть улицы занята усадебной застройкой.
Учреждения:
1. дом № 1 — «Млибор» (ранее Черниговский комбинат хлебопродуктов № 2[3])
2. дом № 2 Б — отделение связи «Укрпочта» № 26
3. дом № 6 — Черниговский областной центр социально-психологической помощи